# Trönninge (Halmstad)
Pour les articles homonymes, voir Trönninge.
Trönninge est une localité de Suède située dans la commune de Halmstad du comté de Halland. Elle couvre une superficie de 1,26 km2. En 2010, elle compte 1 504 habitants.